# Алигиери
Алигиери (на италиански: Alighieri) са флорентинско семейство, част от могъщия елит, управлявал Флорентинската република през Средновековието, получило рицарско звание около XII век чрез кръстоносеца Качагуида дели Елизеи и играло значителна роля във финансовата и в индустриалната област.

## Семейна история
Произходът на семейството е известен по същество благодарение на историята на Качагуида дели Елизеи, прапрадядо на известния писател и поет Данте Алигиери и главен герой в три песни на произведението му „Рай“. Семейство Алигиери, чийто символ е щит, разделен на червено и синьо с централна сребърна лента, произхожда от клон на много благородническото и могъщо семейство Елизеи. Адамо Елизеи е баща на Качагуида, който, след като се жени за представителка на сем. Алдигиери от Ферара, има няколко деца от нея, включително Алдигиеро, основателят на семейството.
Синът на Алдигиеро е Белинчоне, който се установява в квартал „Сан Мартино ал Весково“ и чийто син е Алигиеро, съдия, който не се страхува да се обогати с лихварство, превръщайки се в дребен земевладелец. Алигиеро се жени два пъти, първо за Бела дели Абати, от която има Гаетана, наричана Тана (съпруга на банкера Лапо Рикомани), Равена (омъжена за Леоне Поджи) и накрая поета Данте, и след това за Лапа Чалуфи, от която има Франческо.
Данте, първородният мъж в семейството, се жени за Джема Донати, от която имал Якопо, Пиетро и Антония (бъдещата сестра Беатриче ). Синът му Джовани, чието съществуване е открито през 1921 г. от Ренато Пиаттоли, би трябвало да е плод на предбрачна връзка, както самият Пиаттоли смята, тъй като Джовани не е споменат от никой от древните биографи на Данте.
Във Флоренция Алигиери са живели между Бадия Фиорентина и Сан Мартино ал Весково, на няколко крачки от църквата „Санта Маргарита дей Черки“, където се твърди, че поетът е срещнал за първи път Беатриче Портинари. Това място е идентифицирано през XIX век като Торе дей Джуоки, която е реставрирана и сега е дом на музея на Дома на Данте. В действителност се смята, че домовете на Алигиери са се намирали на малко разстояние, на сегашната Виа дей Магацини, където днес се намира голяма сграда, заета от двора. Семейството на Данте последвало главата на семейството в изгнание през 1302 г. и след това родословието било осигурено от Пиетро, който се установил във Верона след смъртта на баща си през 1321 г.
Семейството Алигиери изчезва във Верона през 1558 г. с Франческо ди Данте. Погребалният параклис на последните потомци се намира в трансепта на църквата „Сан Фермо Маджоре“ . Наследяването е поверено на графовете Серего, с които е бил роднина последният член на флорентинското семейство. Семейството все е живо с графовете Серего Алигиери (собственици на вила Серего Алигиери в Гарганяго ).

## Относно благородническата семейна титла
Алесандро Барберо ни посочва в своя „Данте“ (глава 3.4), че семейство Алигиери, макар и да е имало известен престиж, не е имало законовите привилегии, за да бъде определено като благородническо (нито пък е имало особено социално значение). Семейството обаче е било законно признато чрез фамилното име „Алигиери“ и следователно не е било просто някакво си семейство. Всъщност то е произлизало директно от могъщото и благородническо семейство Елизеи и дори е имало собствен герб. Данте дори е бил рицар заедно с благородниците и заедно с тях е бил поразен от Законите за правосъдието . Поради тази причина Алигиери понякога се считат за семейство на дребното благородничество, както твърди например Микеле Барби (както може да се прочете в неговата статия за Данте, редактирана за Трекани  ). Ако обаче искаме да го определим като дребно благородничество, бихме загубили определението за аристокрацията като социална класа (определена като клас от лица, надарени и с правни привилегии) и следователно би било по-подходящо да говорим за полуаристокрация.